# Matroska (Ukraina)
Matroska (ukr. Матроска) – wieś na Ukrainie, w obwodzie odeskim, w rejonie izmailskim, w hromadzie Safjany. W 2001 liczyła 2259 mieszkańców.

## Urodzeni
- Pawło Hrycenko - ukraiński językoznawca.